# Dick el Demasiado
Dick el Demasiado, de nombre real Dick Verdult, es un cantante holandés de cumbia experimental y artista multidisciplinar.

## Biografía
Dick Verdult nació en 1954 en Eindhoven, Países Bajos. Su padre fue empleado de la fábrica Philips. Vivió en Guatemala, Argentina, Francia y África del Sur. Armó en su país de origen, en la década del 90, el Instituto de Lunatismo Abordable (IBW sus siglas en inglés), cuyas actividades multimediáticas fueron muy conocidas en Europa. También creó en España el Centro Periférico Internacional.
En Honduras comenzó a mezclar música tropical con electrónica, a la que llamaron cumbia experimental, o cumbias lunáticas.

## Obra musical

### Sello discográfico
Dick Verdult graba bajo su propio sello discográfico desde 2003.

### Festicumex
Los Festivales de Cumbia Experimental o Festicumex vieron la luz en 1996, en La Ceiba, Honduras, donde se desarrolló el primero de estos festivales.
El segundo de ellos se realizó en octubre de 2003 en Argentina, luego del éxito de su primer disco, No nos dejamos afeitar.
El tercero, llamado Segundo Festicumex 2, se realizó en el hotel Bauen, en Buenos Aires, en abril de 2004.

### Discografía
- No nos dejamos afeitar
- Pero peinamos gratis
- Al perdido ganado
- Sin pues nada
- Mi tu
- Celulitis popular
- 3 bombas lacrimógenas (EP)

## Obra cinematográfica

### Filmes (1974-1990)
- Nachttelang Vogelgezang
- Remo en Jilua
- Rijnode
- Angels & Angels
- Eeuwige Jachtvelden en In de Nachten

### Filmes sobre Dick el Demasiado
- Dick Verdult: It Is True But Not Here (2017) -dirigido por Luuk Bouwman-

## Obra artística

### Instalaciones (Selección)
- Happy Thatchercide (2015)

## Obra literaria

### Libros
- La lenta pero incesante degradación de las cumbias lunáticas (2002)